# Cyperus kasamensis
Cyperus kasamensis är en halvgräsart som beskrevs av Dieter Podlech. Cyperus kasamensis ingår i släktet papyrusar, och familjen halvgräs.
Artens utbredningsområde är Zambia. Inga underarter finns listade i Catalogue of Life.